# Elecciones al Congreso de los Diputados de noviembre de 2019 (Badajoz)
Las elecciones al Congreso de los Diputados de 2019 se celebraron en la provincia de Badajoz el domingo 10 de noviembre, como parte de las elecciones generales convocadas por Real Decreto dispuesto el 4 de marzo de 2019 y publicado en el Boletín Oficial del Estado el día siguiente. Se eligieron los 6 diputados del Congreso correspondientes a la circunscripción electoral de Badajoz, mediante un sistema proporcional (método d'Hondt) con listas cerradas y un umbral electoral del 10%.

## Resultados
Los comicios depararon 3 escaños al Partido Socialista Obrero Español, 2 al Partido Popular, y 1 a Vox.
| Candidatura                                          | Candidatura                                          | Votos   | %                                       | Escaños                                 |
| ---------------------------------------------------- | ---------------------------------------------------- | ------- | --------------------------------------- | --------------------------------------- |
|                                                      | Partido Socialista Obrero Español (PSOE)             | 142 312 | 38,82                                   | 3                                       |
|                                                      | Partido Popular (PP)                                 | 92 742  | 25,30                                   | 2                                       |
|                                                      | Vox (Vox)                                            | 64 016  | 17,46                                   | 1                                       |
| Unidas Podemos (Podemos-IU-Equo)                     | Unidas Podemos (Podemos-IU-Equo)                     | 33 971  | 9,27                                    | 0                                       |
| Ciudadanos (Cs)                                      | Ciudadanos (Cs)                                      | 29 520  | 8,05                                    | 0                                       |
| Partido Animalista Contra el Maltrato Animal (PACMA) | Partido Animalista Contra el Maltrato Animal (PACMA) | 2400    | 0,65                                    | 0                                       |
| Por un Mundo más Justo (PUM+J)                       | Por un Mundo más Justo (PUM+J)                       | 925     | 0,25                                    | 0                                       |
| Recortes Cero-Grupo Verde (R0-GV)                    | Recortes Cero-Grupo Verde (R0-GV)                    | 674     | 0,18                                    | 0                                       |
| Votos válidos                                        | Votos válidos                                        | 366 560 | 100,00                                  | 6                                       |
| Votos nulos                                          | Votos nulos                                          | 6781    | Participación: · \| \| 67,12 % \| 8,20% | Participación: · \| \| 67,12 % \| 8,20% |
| Votantes                                             | Votantes                                             | 376 940 | Participación: · \| \| 67,12 % \| 8,20% | Participación: · \| \| 67,12 % \| 8,20% |
| Electores                                            | Electores                                            | 554 994 | Participación: · \| \| 67,12 % \| 8,20% | Participación: · \| \| 67,12 % \| 8,20% |
|                                                      | 67,12 %                                              |         |                                         |                                         |

## Diputados electos
Relación de diputados electos:
| N.º | Nombre                         | Lista | Lista |
| --- | ------------------------------ | ----- | ----- |
| 1   | Valentín García Gómez          |       | PSOE  |
| 2   | Víctor Valentín Píriz Maya     |       | PP    |
| 3   | María Isabel García López      |       | PSOE  |
| 4   | Víctor Manuel Sánchez del Real |       | Vox   |
| 5   | Mariano Sánchez Escobar        |       | PSOE  |
| 6   | María Teresa Angulo Romero     |       | PP    |